# عطيل (فلم بريطاني 1965)
عطيل Othello هو فيلم بريطاني صدر عام 1965 مقتبس من مسرحية أوتيللو لشكسبير التي قدمها جون دكستر والتي قدمتها شركة المسرح الوطني . من إخراج ستيوارت بيرج، وبطولة لورانس أوليفييه ، ماجي سميث ، جويس ريدمان ، وفرانك فينلاي ، الذين حصلوا جميعًا على ترشيحات لجوائز الأوسكار ، كما قدم الفيلم أول ظهور سينمائي لكل من ديريك جاكوبي ومايكل جامبون .

## روابط خارجية
- عطيل  على قاعدة بيانات الأفلام على الإنترنت (بالإنجليزية).
- Othello (1965) في روتن توميتوز.